# سليلة جهينة
سليلة جهينة قرية ومركز، تابع لمحافظة ينبع في منطقة المدينة المنورة بالسعودية. تقع في شمال غرب المدينة المنورة وتبعد عنها قرابة 180 كلم.